# Lijst van burgemeesters van Olst
Dit is een lijst van burgemeesters van de voormalige Nederlandse gemeente Olst in de provincie Overijssel tot de gemeente op 1 januari 2001 opging in de nieuwe gemeente Olst-Wijhe:
| Ambtsperiode | Naam burgemeester                                            | Leven     | Partij of stroming | Bijzonderheden                                                                                      |
| ------------ | ------------------------------------------------------------ | --------- | ------------------ | --------------------------------------------------------------------------------------------------- |
| 1811         | mr. A. Cock                                                  |           |                    | maire                                                                                               |
| 1814 - 1827  | J.A. van Rhijn                                               |           |                    | aanvankelijk schout                                                                                 |
| 1827 - 1868  | Lambertus Nilant                                             | 1790-1872 |                    | |
| 1868 - 1880  | jhr. Anthoon Hendrik Pieter Carel van Suchtelen van de Haare | 1799-1887 | partijloos         | |
| 1880 - 1909  | jhr. Gerhard van Suchtelen van de Haare                      | 1825-1912 |                    | was burgemeester van Heusden, zoon van zijn voorganger                                              |
| 1909 - 1936  | Willem baron Bentinck van Schoonheten                        | 1868-1936 |                    | |
| 1936 - 1943  | mr. Anthon Gerrit Æmile ridder van Rappard                   | 1907-1970 | partijloos         | |
| 1943 - 1945  | jhr. Paul Johan Marie Coenen                                 | 1905-1970 | NSB                | |
| 1945 - 1950  | mr. Anthon Gerrit Æmile ridder van Rappard                   | 1907-1970 | partijloos         | werd burgemeester van Heemstede                                                                     |
| 1950 - 1966  | Arjen Nawijn                                                 | 1912-2006 | VVD                | werd burgemeester van Zandvoort                                                                     |
| 1967 - 1973  | Jan Ludolph Wentholt                                         | 1918-1973 |                    | was burgemeester van Abbenbroek en Oudenhoorn                                                       |
| 1974 - 1983  | Jacob Gerard Bosch                                           | * 1925    | PvdA               | was burgemeester van Vierpolders en Zwartewaal                                                      |
| 1983         | Jakobus Henderiekus Bergh                                    | 1915-2005 | PvdA               | waarnemend, eerder o.a. burgemeester van Epe                                                        |
| 1984 - 1992  | Theo Wilhelmus Antonius Maria Heisterkamp                    | 1939-1992 | PvdA               | |
| 1992 - 1993  | Josephus Johannes Hendrikus Cornielje                        | 1924-2018 | CDA                | waarnemend, was burgemeester van Angerlo                                                            |
| 1993 - 1997  | drs. Maritje Appel-de Waart                                  | * 1947    | PvdA               | werd burgemeester van Bergh                                                                         |
| 1997 - 1999  | Jacob Dijkstra                                               | 1943-2025 | PvdA               | waarnemend, oud-statenlid (1978-1996) waarvan gedeputeerde (1980-1996) van de provincie Overijssel. |
| 1999 - 2000  | drs. Cees (C.G.A.A.) Brekelmans                              | * 1944    | PvdA               | waarnemend, werd burgemeester van Borne                                                             |